# Aurora musis amica
Aurora musis amica  (лат.) — латинское крылатое выражение. Дословно переводится «Аврора — подруга музам». Фраза подразумевает что утреннее время наиболее располагает к занятиями искусствами и науками. Аврора — богиня утренней зари, Музы — покровительницы поэзии, искусств и наук. Выражение означает, что утром после сна, со свежей головой, приятнее и легче заниматься умственным трудом. 
Аналоги в русских поговорках: «Утро вечера мудренее», «Думай вечером, делай поутру», «Утренний час дарит золотом нас», «Кто рано встаёт, тому Бог даёт». 

## Примеры цитирования
«Главнейшее упражнение учеников состояло не столько в письменных задачах (а ещё менее того в изучении уроков), сколько устных экспромтах. Aurora musis amica, ну, кто, что?» —  восклицает, положим, учитель, не то ректор, или даже архиерей, посещая класс... Н. П. Гиляров-Платонов, «Из пережитого» (М., 1887, т.1, с.261).

«Я всегда рано встаю, — сказал с серьёзным видом Жиздрин: — утро лучшее время для занятий, aurora musis amica, — вы помните латинскую пословицу...»Б. М. Маркевич, «Утро карьериста» (ПСС, М., 1912, т.11, с.311) .

«У Цезаря теперь, конечно, нет никого, потому что утро он посвящает своему дневнику в силу пословицы «Аврора — подруга Музам»...» Л. Шаховская, «Жребий брошен». — М.: Бук, Издатель, 1994. — с.328..

## См.также
- Morgenstund hat Gold im Mund  (нем.).
- Определение термина «aurora musis amica» в Викисловаре